# La Rinascente
La Rinascente ist eine italienische Warenhauskette für Mode, Haushaltsartikel und Kosmetik. Gegründet in Mailand 1917 von Senatore Borletti und entstanden aus dem Zusammenschluss der Firmen Alle città d'Italia und Magazzini Vittoria. Sie gehört seit 2011 zur thailändischen Central Group.
Zur Kette La Rinascente gehören elf Warenhäuser in Rom (2), Mailand, Genua, Turin, Florenz, Palermo, Catania, Cagliari, Padua und Monza.

## Geschichte

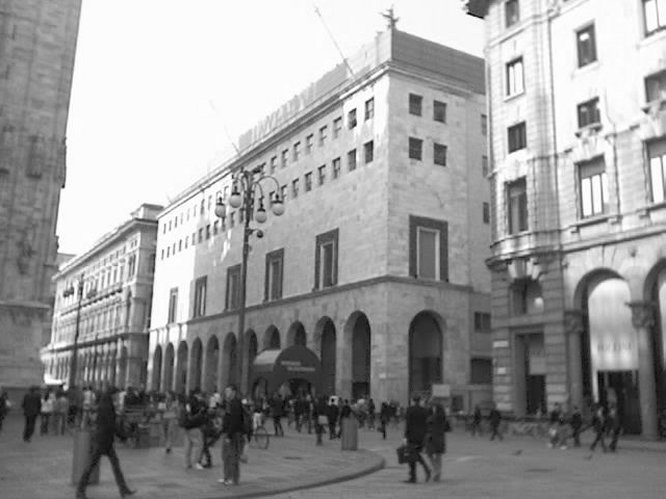
Das historische La Rinascente neben dem Mailänder Dom

Die Gebrüder Bocconi eröffneten 1865 ein Kleidungsgeschäft namens Aux Villes d'Italie in der Via Santa Radegonda nach Vorbild des Pariser Modegeschäftes Le Bon Marché. Bald eröffneten sie weitere Filialen, 1877 neben der Piazza del Duomo, doch gegen Ende des Ersten Weltkriegs stand die Kette vor dem Ruin.
Die Gebrüder Bocconi verkauften 1917 an den Unternehmer Senatore Borletti, der den einflussreichen Dichter Gabriele D’Annunzio beauftragte, den Geschäften ein neues Image zu verpassen. Der Poet schlug als neuen Firmennamen La Rinascente vor, „die wiedergeboren wird“, worin auch die Wiedergeburt einer italienischen Nation anklang, die am Ende des Krieges unter breiter Armut litt.
2011 übernahm die thailändische Central Group das 150-jährige Traditionsunternehmen zum Preis von 260 Millionen Euro. Im Februar 2013 expandierte das Unternehmen nach Dänemark, indem es das Edel-Kaufhaus Illum in Kopenhagen erwarb.
Im Juni 2015 verkaufte die Signa Holding des österreichischen Unternehmers René Benko den Mehrheitsanteil (50,1 %) der KaDeWe Group (vormals Karstadt Premium) an La Rinascente. Zu ihr gehören das Kaufhaus des Westens in Berlin, Oberpollinger in München und das Alsterhaus in Hamburg.